# Classe Borodino (croiseur)
Pour les autres classes de navires du même nom, voir Classe Borodino.
La classe Borodino ou classe Izmail est une classe de quatre croiseurs de bataille commandés par la marine impériale de Russie peu avant la Première Guerre mondiale. Prévus pour entrer en service dans la flotte de la Baltique, la construction des quatre navires commence en 1913. De nombreux délais retardent le lancement, qui intervient finalement entre 1915 et 1916. La Révolution russe interrompt l'armement des navires, et ceux-ci sont ensuite démolis.

## Conception
La classe Borodino est autorisée par le programme de 1912 afin d'être déployée dans la flotte de la Baltique. Les bases suivantes sont posées: quatre croiseurs de bataille d'une vitesse de 28 nœuds (52 km/h), armés de trois tourelles triples de canons de 9 à 14 pouces (356 mm). L'accroissement du calibre de la batterie principale est dû à des rumeurs faisant état des mêmes modifications côté allemand. En 1912 une quatrième tourelle est rajoutée, et la vitesse maximale des navires est réduite de 1,5 nœuds (3 km/h), comme pour ses équivalents allemands. À cette époque l'accent est mis sur la standardisation des silhouettes des navires, comme c'est le cas des unités de la classe Gangut. Ainsi, le flush deck de ces derniers est abandonné au profit d'un gaillard d'avant, favorisant une plus grande vitesse. Bien que conçus comme des croiseurs de bataille, les navires de la classe Borodino possèdent un meilleur blindage que ceux de la classe Gangut, mais celui-ci reste tout de même inférieur à celui de leurs homologues allemands de la même époque.

## Navires prévus
| Nom      | D'après              | Chantier                           | Quille           | Lancement        | Mise en service                | Destin         |
| -------- | -------------------- | ---------------------------------- | ---------------- | ---------------- | ------------------------------ | -------------- |
| Borodino | Bataille de Borodino | Chantier de l'Amirauté, Pétrograd  | 19 décembre 1913 | 1er juillet 1915 | Construction suspendue en 1917 | Démoli en 1923 |
| Izmail   | Siège d'Izmail       | Chantier de la Baltique, Pétrograd | 19 décembre 1913 | 27 juin 1915     | Construction suspendue en 1917 | Démoli en 1931 |
| Kinburn  | Bataille de Kinburn  | Chantier de la Baltique, Pétrograd | 19 décembre 1913 | 30 octobre 1915  | Construction suspendue en 1917 | Démoli en 1923 |
| Navarin  | Bataille de Navarin  | Chantier de l'Amirauté, Pétrograd  | 19 décembre 1913 | 9 novembre 1915  | Construction suspendue en 1917 | Démoli en 1923 |